# Marcella Boerma
Marcella Boerma (Den Haag, 2 maart 1970) is een Nederlands voormalig snowboarder.
Boerma was actief van 1994 tot 2004 en haar grootste succes was een zilveren medaille op het wereldkampioenschap snowboarden 1996 op de slalom. In het seizoen 1994/95 won ze drie wedstrijden en het eindklassement van de wereldbeker op de slalom. Een seizoen later eindigde ze als tweede. In 1994/95 werd ze derde in het klassement van de wereldbeker op de reuzenslalom. 
Ze studeerde aan de Randstad Topsport Academie en zette zich in voor de Stichting Sporttop.